# 1994-es junior atlétikai világbajnokság
Az 1994-es junior atlétikai világbajnokság volt az ötödik junior vb. 1994. július 20-tól július 24-ig rendezték a portugáliai Lisszabonban.

## Eredmények

### Férfiak
| Versenyszám        | Arany                    | Arany    | Ezüst                    | Ezüst    | Bronz                      | Bronz    |
| ------------------ | ------------------------ | -------- | ------------------------ | -------- | -------------------------- | -------- |
| 100 m              | Deji Aliu · NGR          | 10,21    | Jason Gardener · GBR     | 10,25    | Deworski Odom · USA        | 10,26    |
| 200 m              | Tony Wheeler · USA       | 20,62    | Deji Aliu · NGR          | 20,88    | Ian Mackie · GBR           | 20,95    |
| 400 m              | Michael McDonald · JAM   | 45,83    | Ramon Clay · USA         | 46,13    | Shaun Farrell · NZL        | 46,31    |
| 800 m              | Paul Byrne · AUS         | 1:47,42  | Japheth Kimutai · KEN    | 1:48,22  | Alain Miranda · CUB        | 1:48,24  |
| 1500 m             | Julius Achon · UGA       | 3:39,78  | André Bucher · SUI       | 3:40,46  | Philip Mosima · KEN        | 3:41,09  |
| 5000 m             | Daniel Komen · KEN       | 13:45,37 | Habte Jifar · ETH        | 13:49,70 | Giuliano Battocletti · ITA | 13:51,16 |
| 10 000 m           | Daniel Komen · KEN       | 28:29,74 | Kenji Takao · JPN        | 28:55,24 | Michitane Noda · JPN       | 29:00,55 |
| 20 km utcai futás  | Clodoaldo da Silva · BRA | 1:03:21  | Carlos García · ESP      | 1:03:38  | Antonello Landi · ITA      | 1:03:40  |
| 110 m gát          | Frank Busemann · GER     | 13,47    | Dudley Dorival · USA     | 13,65    | Darius Pemberton · USA     | 13,93    |
| 400 m gát          | Gennadiy Gorbenko · UKR  | 50,56    | Róth Miklós · HUN        | 50,85    | Noel Levy · GBR            | 50,94    |
| 3000 m akadály     | Paul Chemase · KEN       | 8:31,51  | Julius Chelule · KEN     | 8:33,64  | Yarba Lakhal · MAR         | 8:34,42  |
| 10 000 m gyaloglás | Jorge Segura · MEX       | 40:26,93 | Yevgeniy Shmalyuk · RUS  | 40:32,72 | Artur Meleshkevich · BLR   | 40:35,52 |
| 4 × 100 m váltó    | GBR                      | 39,60    | USA                      | 39,76    | CAN                        | 39,90    |
| 4 × 400 m váltó    | USA                      | 3:03,32  | JAM                      | 3:04,12  | GBR                        | 3:06,59  |
| magasugrás         | Jagan Hames · AUS        | 2,23     | Antoine Burke · IRL      | 2,20     | Mika Polku · FIN           | 2,20     |
| rúdugrás           | Viktor Chistyakov · RUS  | 5,60     | Dmitriy Markov · BLR     | 5,50     | Taoufik Lachheb · FRA      | 5,30     |
| távolugrás         | Gregor Cankar · SLO      | 8,04     | Bogdan Tarus · ROM       | 8,01     | Shigeru Tagawa · JPN       | 7,85     |
| hármasugrás        | Onochie Achike · GBR     | 16,67    | Leonard Cobb · USA       | 16,65    | Ronald Servius · FRA       | 16,55    |
| súlylökés          | Adam Nelson · USA        | 18,34    | Andreas Gustafsson · SWE | 17,95    | Ville Tiisanoja · FIN      | 17,90    |
| diszkoszvetés      | Frantz Kruger · RSA      | 58,22    | Julio Piñero · ARG       | 57,80    | Timo Sinervo · FIN         | 56,76    |
| gerelyhajítás      | Marius Corbett · RSA     | 77,98    | Matti Närhi · FIN        | 74,92    | Isbel Luaces · CUB         | 72,82    |
| kalapácsvetés      | Szymon Ziółkowski · POL  | 70,44    | Igor Tugay · UKR         | 70,08    | Sergey Vasilyev · RUS      | 66,14    |
| tízpróba           | Benjamin Jensen · NOR    | 7676     | Klaus Isekenmeier · GER  | 7298     | Glenn Lindqvist · FIN      | 7288     |

### Nők
| Versenyszám      | Arany                  | Arany    | Ezüst                       | Ezüst    | Bronz                                  | Bronz    |
| ---------------- | ---------------------- | -------- | --------------------------- | -------- | -------------------------------------- | -------- |
| 100 m            | Sabrina Kelly · USA    | 11,36    | Aspen Burkett · USA         | 11,40    | Philomena Mensah · GHA                 | 11,43    |
| 200 m            | Heide Seÿerling · RSA  | 22,80    | LaKeisha Backus · USA       | 22,86    | Tatyana Tkalich · UKR                  | 23,35    |
| 400 m            | Olabisi Afolabi · NGR  | 51,97    | Monique Hennagan · USA      | 52,25    | Hana Benešová · CZE                    | 52,60    |
| 800 m            | Mioara Cosulianu · ROM | 2:04,95  | Jackline Maranga · KEN      | 2:05,05  | Kutre Dulecha · ETH                    | 2:05,17  |
| 1500 m           | Anita Weyermann · SUI  | 4:13,97  | Marta Domínguez · ESP       | 4:14,59  | Atsumi Yashima · JPN                   | 4:15,84  |
| 3000 m           | Gabriela Szabo · ROM   | 8:47,40  | Susie Power · AUS           | 8:56,93  | Sally Barsosio · KEN                   | 8:59,34  |
| 10 000 m         | Yoko Yamazaki · JPN    | 32:34,11 | Jackline Okemwa · KEN       | 33:19,51 | Jebiwot Keitany · KEN                  | 33:35,98 |
| 100 m gát        | Kirsten Bolm · GER     | 13,26    | LaTasha Colander · USA      | 13,30    | Diane Allahgreen · GBR                 | 13,31    |
| 400 m gát        | Ionela Tîrlea · ROM    | 56,25    | Virna De Angeli · ITA       | 56,93    | Emma Holmqvist · SWE                   | 57,23    |
| 5000 m gyaloglás | Irina Stankina · RUS   | 21:05,41 | Susana Feitor · POR         | 21:12,87 | Natalya Trofimova · RUS                | 21:24,71 |
| 4 × 100 m váltó  | JAM                    | 44,01    | GER                         | 44,78    | GBR                                    | 45,08    |
| 4 × 400 m váltó  | USA                    | 3:32,08  | ROM                         | 3:36,59  | GER                                    | 3:36,65  |
| magasugrás       | Olga Kaliturina · RUS  | 1,88     | Kajsa Bergqvist · SWE       | 1,88     | Amy Acuff · USA · Lenka Riháková · SVK | 1,88     |
| távolugrás       | Yelena Lysak · RUS     | 6,72     | Heli Koivula · FIN          | 6,64     | Ingvild Larsen · NOR                   | 6,39     |
| hármasugrás      | Yelena Lysak · RUS     | 14,43    | Ren Ruiping · CHN           | 14,36    | Tatyjana Lebegyeva · RUS               | 13,62    |
| súlylökés        | Cheng Xiaoyan · CHN    | 18,76    | Yumileidi Cumbá · CUB       | 18,09    | Claudia Mues · GER                     | 17,07    |
| diszkoszvetés    | Corrie de Bruin · NED  | 55,18    | Sabine Sievers · GER        | 54,86    | Suzy Powell · USA                      | 52,62    |
| gerelyhajítás    | Taina Uppa · FIN       | 59,02    | María Caridad Álvarez · CUB | 58,26    | Kovács Réka · HUN                      | 55,88    |
| hétpróba         | Kathleen Gutjahr · GER | 5918     | Regla Cárdenas · CUB        | 5834     | Ding Ying · CHN                        | 5785     |

## Éremtáblázat
| Helyezés | Ország                  | Arany | Ezüst | Bronz | Összesen |
| -------- | ----------------------- | ----- | ----- | ----- | -------- |
| 1.       | Egyesült Államok        | 5     | 8     | 4     | 17       |
| 2.       | Oroszország             | 5     | 1     | 3     | 9        |
| 3.       | Kenya                   | 3     | 4     | 3     | 10       |
| 4.       | Németország             | 3     | 3     | 2     | 8        |
| 5.       | Románia                 | 3     | 2     | 0     | 5        |
| 6.       | Dél-afrikai Köztársaság | 3     | 0     | 0     | 3        |
| 7.       | Egyesült Királyság      | 2     | 1     | 5     | 8        |
| 8.       | Ausztrália              | 2     | 1     | 0     | 3        |
| =        | Jamaica                 | 2     | 1     | 0     | 3        |
| =        | Nigéria                 | 2     | 1     | 0     | 3        |
| 11.      | Finnország              | 1     | 2     | 4     | 7        |
| 12.      | Japán                   | 1     | 1     | 3     | 5        |
| 13.      | Kína                    | 1     | 1     | 1     | 3        |
| =        | Ukrajna                 | 1     | 1     | 1     | 3        |
| 15.      | Svájc                   | 1     | 1     | 0     | 2        |
| 16.      | Norvégia                | 1     | 0     | 1     | 2        |
| 17.      | Brazília                | 1     | 0     | 0     | 1        |
| =        | Hollandia               | 1     | 0     | 0     | 1        |
| =        | Lengyelország           | 1     | 0     | 0     | 1        |
| =        | Mexikó                  | 1     | 0     | 0     | 1        |
| =        | Szlovénia               | 1     | 0     | 0     | 1        |
| =        | Uganda                  | 1     | 0     | 0     | 1        |
| 23.      | Kuba                    | 0     | 3     | 2     | 5        |
| 24.      | Svédország              | 0     | 2     | 1     | 3        |
| 25.      | Spanyolország           | 0     | 2     | 0     | 2        |
| 26.      | Olaszország             | 0     | 1     | 2     | 3        |
| 27.      | Etiópia                 | 0     | 1     | 1     | 2        |
| =        | Fehéroroszország        | 0     | 1     | 1     | 2        |
| =        | Magyarország            | 0     | 1     | 1     | 2        |
| 30.      | Argentína               | 0     | 1     | 0     | 1        |
| =        | Írország                | 0     | 1     | 0     | 1        |
| =        | Portugália              | 0     | 1     | 0     | 1        |
| 33.      | Franciaország           | 0     | 0     | 2     | 2        |
| 34.      | Csehország              | 0     | 0     | 1     | 1        |
| =        | Ghána                   | 0     | 0     | 1     | 1        |
| =        | Kanada                  | 0     | 0     | 1     | 1        |
| =        | Marokkó                 | 0     | 0     | 1     | 1        |
| =        | Szlovákia               | 0     | 0     | 1     | 1        |
| =        | Új-Zéland               | 0     | 0     | 1     | 1        |
| Összesen | Összesen                | 42    | 42    | 43    |          |